# Cornoces
Cornoces (llamada oficialmente San Martiño de Cornoces) es una parroquia y un lugar español del municipio de Amoeiro, en la provincia de Orense, Galicia.

## Toponimia
La parroquia también es conocida por el nombre de San Martín de Cornoces.

## Organización territorial
La parroquia está formada por seis entidades de población:
- Bubeiras
- Codeseda
- Cornoces
- Los Garabatos (Os Garabatos)
- Sabariz
- Santabaya (Santa Baia)(Santabaia)

## Demografía

### Parroquia
| Gráfica de evolución demográfica de Cornoces (parroquia) entre 2000 y 2021 |
|                                                                            |
| Datos según el nomenclátor publicado por el INE.                           |

### Lugar
| Gráfica de evolución demográfica de Cornoces (lugar) entre 2000 y 2021 |
|                                                                        |
| Datos según el nomenclátor publicado por el INE.                       |